# Mocella elliottae
Mocella elliottae är en snäckart som först beskrevs av Frank Climo 1969.  Mocella elliottae ingår i släktet Mocella och familjen Charopidae. Inga underarter finns listade i Catalogue of Life.